# جوزيف كارل برنارد
جوزيف كارل برنارد (بالألمانية: Joseph Carl Bernard)‏ هو مؤلف وكاتب وصحفي نمساوي، ولد في 1780 في Horatitz ‏ في التشيك، وتوفي في 31 مارس 1850 في فيينا في النمسا.